# Dollman-Baummaus
Die Dollman-Baummaus (Prionomys batesi) ist ein Nagetier aus der Unterfamilie Baummäuse, das in Zentral-Afrika vorkommt. Sie ist die einzige Art der Gattung Prionomys.
Der deutsche Name bezieht sich auf Guy Dollman, den Verfasser der Erstbeschreibung.
Das Tier erreicht eine Kopf-Rumpf-Länge von etwa 60 mm und eine Schwanzlänge von 100 mm. Das kurze, samtene Fell ist auf der Oberseite braun mit rosa Schattierungen und wird an den Seiten heller. Am Bauch und an den Beinen ist das Fell rosa-hellgrau. Der Schwanz ist mit kurzen dunkelbraunen bis schwarzen Haaren bedeckt. Vermutlich ist er zum Greifen geeignet. Der Dollman-Baummaus fehlt der Daumen und die Zehen der Füße haben Krallen.
Die Dollman-Baummaus wurde nur selten in Kamerun, in der Republik Kongo und in der Zentralafrikanischen Republik gefangen. Sie wurde meist in Lichtungen feuchter Wälder angetroffen, wo sie Tunnel gräbt. Als Nahrung dienen Insekten.
Aufgrund des geringen Kenntnisstandes wird die  Art von der Weltnaturschutzunion (IUCN) mit zu wenig Daten (Data Deficient) gelistet.